# Munții Bükk

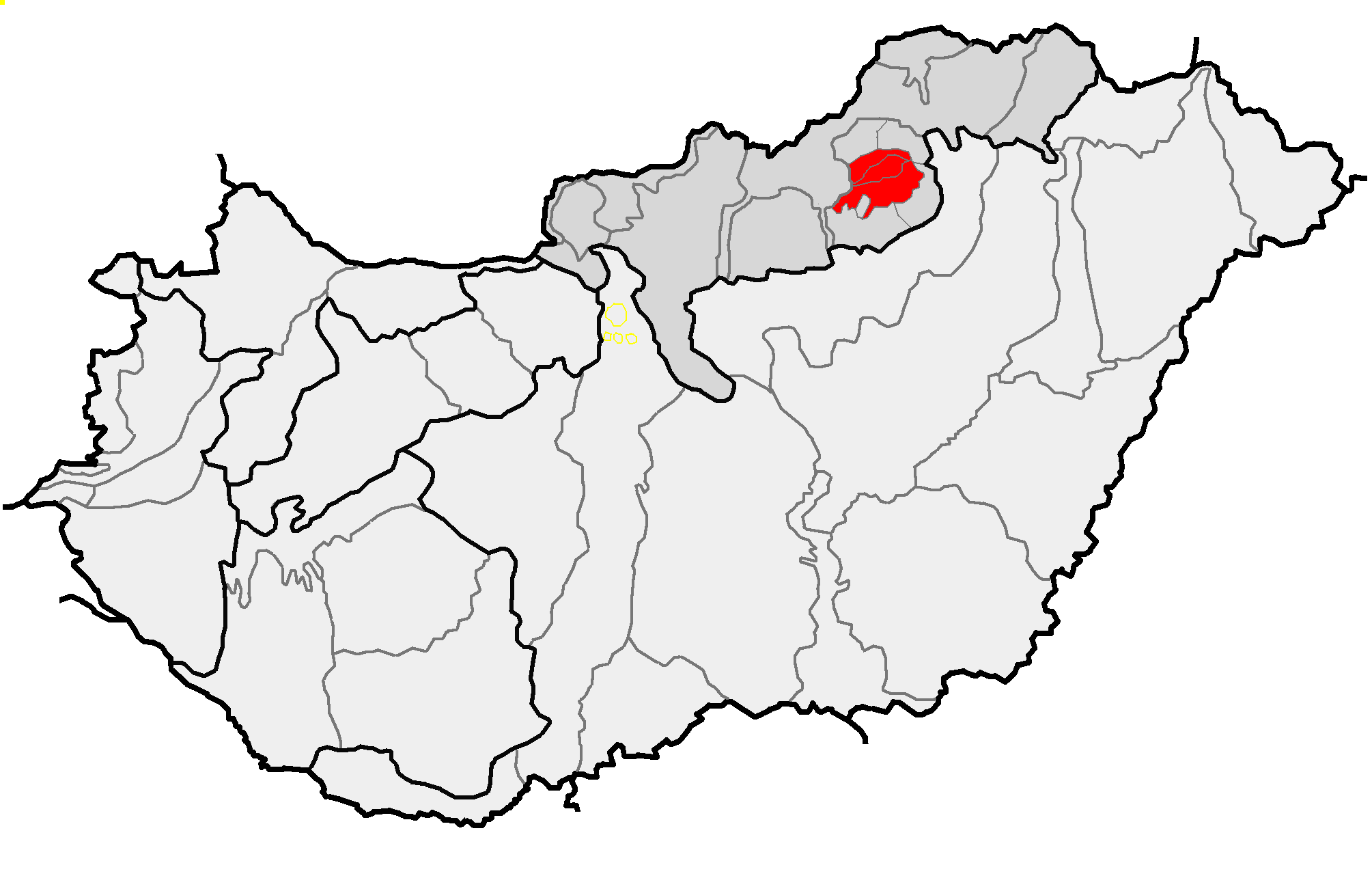
Bükk in Ungaria

Bükk este un lanț muntos ce aparține Carpaților (Centura alpidă) , localizat în partea de NE a Ungariei și inclus în mare parte în Parcul Național Bükk, inaugurat în 1977. Alcătuirea lor din roci sedimentare a permis instalarea reliefului carstic; în masiv există nu mai puțin de 1115 peșteri, dintre care 52 au statut de arii protejate. Altitudinile medii sunt mai mari decât în Munții Mátra (cei mai înalți din Ungaria); aici se află peste 20 de vârfuri ce depășesc 900 m. Altitudinea maximă (960 m) este atinsă în vârful Kettős-bérc. Posibilități de practicare a sporturilor de iarnă (pârtii de ski la Bánkút).